# You Don’t Know Love
You Don't Know Love – pierwszy singel angielskiego wokalisty Olly’ego Mursa z płyty 24 Hrs. Utwór zyskał największą popularność w Wielkiej Brytanii, gdzie uplasował się na liście UK Singles Chart na pozycji #15, oraz na Węgrzech na miejscu #9 na liście Magyar Hangfelvétel-kiadók Szövetsége. Autorami piosenki są Olly Murs, Steve Robson, Camille Purcell, Wayne Hector. Utwór został wykonany po raz pierwszy na żywo 3 września 2016 roku w programie Strictly Come Dancing.

## Teledysk
Teledysk do singla został nakręcony w Las Vegas, a część ujęć zostało sfilmowane w parku wodnym Wet'n'Wild w Spring Valley. Oficjalna premiera teledysku odbyła się 14 lipca 2016 roku na kanale Olly’ego na portalu YouTube.

## Listy utworów i formaty singla
Digital download
- „You Don't Know Love” – 3:18

Cheat Codes Remixes
- „You Don't Know Love” (Cheat Codes Extended Club Mix Explicit) – 4:38
- „You Don't Know Love” (Cheat Codes Club Mix Explicit) – 3:47
- „You Don't Know Love” (Cheat Codes Club Mix Clean) – 3:47

## Notowania
| Lista (2016)                              | Najwyższa pozycja |
| ----------------------------------------- | ----------------- |
| Australia (ARIA)                          | 77                |
| Austria (Ö3 Austria Top 40)               | 57                |
| Belgia (Flandria Ultratop 50)             | 20                |
| Czechy (IFPI)                             | 44                |
| Irlandia (IRMA)                           | 54                |
| Słowacja (IFPI)                           | 27                |
| Szwecja (Sverigetopplistan)               | 40                |
| Wielka Brytania (Official Charts Company) | 15                |
| Węgry (Mahasz)                            | 15                |

| Kraj                  | Certyfikat      | Sprzedaż |
| --------------------- | --------------- | -------- |
| Wielka Brytania (BPI) | Platynowa płyta | 600,000+ |